# Приключения Дианы
«Приключения Дианы» — новелла испанского писателя Лопе де Веги, опубликованная в 1621 году.
Лопе де Вега написал новеллу, по его собственным словам, по просьбе своей возлюбленной Марты де Неварес. «Приключения Дианы» были впервые опубликованы в 1621 году в составе авторского сборника «Филомена, а также другие прозаические и стихотворные сочинения». В 1648 году, уже после смерти Лопе, их включили вместе с другими его новеллами («Мученик чести», «Благоразумная месть» и «Гусман Смелый») в сборник «Любовные новеллы лучших сочинителей Испании», но без указания автора. Эта книга много раз переиздавалась, и только в 1777 году «Приключения Дианы» снова издали под именем Лопе.
Новелла начинается с рассказа о происхождении этого жанра, причём автор явно смешивает разные вещи. В целом при написании «Приключений Дианы» Лопе ориентировался на опыт Банделло и Сервантеса.